# Phycella australis
Phycella australis, la azucena del diablo o añañuca bicolor es una especie de planta bulbosa perteneciente a la familia de las amarilidáceas. Es originaria de Chile.

## Descripción
Es una planta bulbosa perennifolia muy similar a Phycella ignea, pero que tiene las flores más pequeñas, no es tan alta, y tiene las hojas más estrechas. Es una especie costera, que es la más austral de crecimiento en Chile.

## Taxonomía
Phycella australis fue descrita por el botánico Chileno, Pierfelice Ravenna y publicado en Plant Life 37: 71, en el año 1981.